# Laban Rotich
Laban Rotich, född den 20 januari 1969 i Mosoriot, är en kenyansk före detta friidrottare som tävlade i medeldistanslöpning.
Rotich deltog vid Olympiska sommarspelen 1996 där han slutade på en fjärde plats på 1 500 meter. Han var i final vid VM 1997 i Aten där han slutade tolva. Vid Samväldesspelen 1998 blev han guldmedaljör på 1 500 meter. Han blev även silvermedaljör vid inomhus-VM 1999. Vid utomhus-VM samma år i Sevilla slutade han sexa.
Han missade finalen vid VM 2001 i Edmonton men vid inomhus-VM 2004 blev han bronsmedaljör.

## Personliga rekord
- 1 500 meter - 3.29,91
- 1 mile - 3.47,65